# Lasse Mikkelsen
Lasse Mikkelsen (* 19. Mai 1988 in Dronninglund Kommune) ist ein ehemalige dänischer Handballspieler.

## Karriere
Mikkelsen spielte bis 2009 bei Aalborg Håndbold, bevor er zu KIF Kolding wechselte. Mit KIF nahm der 1,97 Meter große Rückraumspieler in den Spielzeiten 2009/10 und 2010/11 an der EHF Champions League teil. Ab 2011 stand er bei Skjern Håndbold unter Vertrag. Mit Skjern gewann er in der Saison 2013/14 sowie 2015/16 den dänischen Pokal. Zur Saison 2017/18 wechselte er zum deutschen Bundesligisten MT Melsungen, bei dem er einen Dreijahresvertrag unterschrieb. Im Sommer 2021 kehrte er zu Skjern Håndbold zurück. Dort beendete er nach der Saison 2024/25 ihre Karriere.
Mikkelsen debütierte am 20. Juni 2015 im Länderspiel gegen Polen in der dänischen Nationalmannschaft, für die er viermal auflief.